# Maranta cyclophylla
Maranta cyclophylla är en strimbladsväxtart som beskrevs av Karl Moritz Schumann. Maranta cyclophylla ingår i släktet Maranta och familjen strimbladsväxter. Inga underarter finns listade.